# Prefix telefonic 920 (Statele Unite ale Americii)

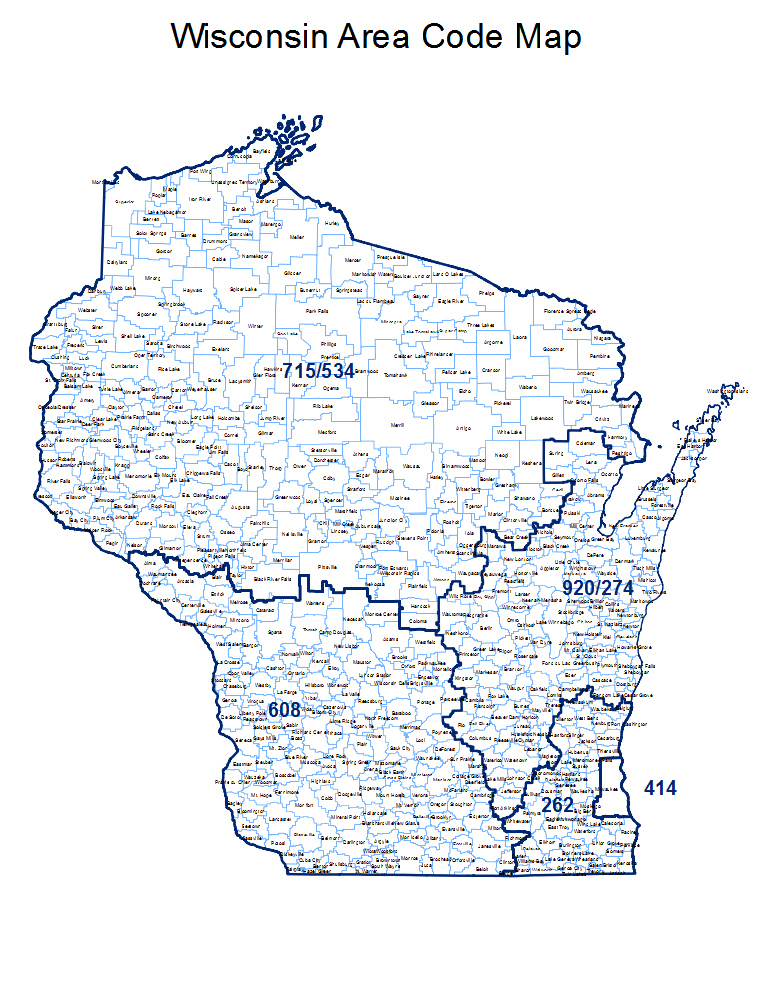
Harta statului prezentând toate prefixele telefonice funcționale ale statului.

Prefixul telefonic 920, conform originalului area code 920 este un prefix telefonic atribuit statului Wisconsin, care acoperă o bună parte a estului acestui stat. Creat în anii 1990, prefixul a intrat în funcțiune la data de 26 iulie 1997, sub forma unei scindări din prefixul 414. Anterior, prefixul 414 acoperise întreaga treime estică a statului Wisconsin. Începând cu anul 2014, prefixul 920 va fi dublat prin suprapunere cu (viitorul funcțional, dar deja atribuitul) prefix 274. 

## Comitate deservite
Comitatele desrvite de acest prefix telefonic sunt, Brown, Calumet, Columbia, Dodge, Door, Fond du Lac, Green Lake, Jefferson, Kewaunee, Manitowoc, Marinette, Marquette, Oconto, Outagamie, Shawano, Sheboygan, Waupaca, Waushara și Winnebago.

## Localități deservite
Localitățile deservite de acest prefix telefonic sunt, Abrams,  Adell,  Algoma,  Appleton,  Ashippun,  Baileys Harbor,  Beaver Dam,  Berlin,  Black Creek,  Brandon,  Brillion,  Brownsville,  Brussels,  Burnett,  Butte des Morts,  Cambria,  Campbellsport,  Cascade,  Casco,  Cedar Grove,  Chilton,  Cleveland,  Clyman,  Coleman,  Collins,  Columbus,  Combined Locks,  Dale,  Dalton,  Darboy De Pere,  Denmark,  Doylestown,  Eden,  Egg Harbor,  Eldorado,  Elkhart Lake,  Ellison Bay,  Ephraim,  Eureka,  Fairwater,  Fall River,  Fish Creek,  Fond du Lac,  Forest Junction,  Forestville,  Fort Atkinson,  Fox Lake,  Francis Creek,  Freedom,  Fremont,  Friesland,  Gillett,  Glenbeulah,  Green Bay,  Green Lake,  Greenbush,  Greenleaf,  Greenville,  Hilbert,  Hingham,  Horicon,  Hortonville,  Hustisford,  Iron Ridge,  Ixonia,  Jefferson,  Johnson Creek,  Juneau,  Kaukauna,  Kellnersville,  Kewaunee,  Kiel,  Kimberly,  Kingston,  Kohler,  Krakow,  Lake Mills,  Larsen,  Lebanon,  Lena,  Little Chute,  Little Suamico,  Lomira,  Lowell,  Luxemburg,  Malone,  Manawa,  Manitowoc,  Maplewood,  Maribel,  Markesan,  Marquette,  Mayville,  Menasha,  Mishicot,  Mount Calvary,  Neenah,  Neosho,  Neshkoro,  New Franken,  New Holstein,  New London,  Newton,  Nichols,  Oakfield,  Oconto,  Oconto Falls,  Ogdensburg,  Omro,  Oneida,  Oostburg,  Oshkosh,  Pickett,  Pine River,  Plymouth,  Potter,  Pound,  Poy Sippi,  Princeton,  Pulaski,  Randolph,  Random Lake,  Readfield,  Redgranite,  Reedsville,  Reeseville,  Rio,  Ripon,  Rosendale,  Rubicon,  St. Cloud,  St. Nazianz,  Saxeville,  Seymour,  Sheboygan,  Sheboygan Falls,  Sherwood,  Shiocton,  Sister Bay,  Sobieski,  Stockbridge,  Sturgeon Bay,  Suamico,  Suring,  Theresa,  Tisch Mills,  Two Rivers,  Valders,  Van Dyne,  Waldo,  Washington Island,  Waterloo,  Watertown,  Waukau,  Waupun,  Wautoma,  Weyauwega,  Whitelaw,  Wild Rose,  Winnebago,  Winneconne,  Woodland, and  Wrightstown